# Abdullah Al-Salim Al-Sabah
Abdullah Al-Salim Al-Sabah (1895. – 24. studenog 1965.) bio je prvi emir Kuvajta (1961. – 1965.), zapovjednik Oružanih snaga Kuvajta i sin Salema Al-Mubaraka Al-Sabaha. 
Abdullah Al-Salim Al-Sabah je jedanaesti vladar dinastije al-Sabah u Kuvajtu. Preuzeo je vlast nakon smrti njegova rođaka šeika Ahmada Al-Jabera Al-Sabaha. Bio je poznat kao više naklonjen Arapima, nego Britancima, za razliku od svojih prethodnika. Za njegova vladanja, uspješno je završio britanski protektorat, nakon čega je Kuvajt proglasio ustav, parlament, a Abdullah Al-Salim Al-Sabah proglasio se emirom i poglavarom države Kuvajt. 
Naslijedio ga je brat Sabah Al-Salim Al-Sabah.